# Soni Ali
Soni Ali, também conhecido como Si Ali, Suni Ali Ber foi o primeiro rei do Império Songai reinando de cerca de 1464 a 1492. 
Sob o comando de Soni Ali, muitas cidades foram capturadas e depois fortificadas, como Tombuctu (capturada em 1468) e Jené (capturada em 1475), aumentando com os anos de forma considerável o território e influencia do império.
Após sua morte em 1492, o seu filho Soni Baru assumiu o império.